# Sturmpanzer IV Brummbär
A Sturmpanzer IV (Sturmpanzer 43 vagy Sd.Kfz. 166) egy német gyártmányú páncélozott gyalogsági támogató rohamlöveg volt Panzer IV alvázra szerelve, melyet a második világháborúban alkalmaztak. A beceneve a Brummbär (morgó medve), melyet a szövetséges hírszerzés használt, de a németek nem. A német katonáktól kapott beceneve a Stupa volt.

## Gyártás
Ahogy a háború előrehaladt, egyre nagyobb szükség mutatkozott a gyalogság tűzerejének növelésére. A 7,5 cm-es lövegekkel felszerelt rohamlövegek (StuG III, StuG IV) mind kevésbé feleltek meg a kihívásnak, noha alapvetően erre a célra tervezték őket. Tűzerejük egyszerűen kevésnek bizonyult ahhoz, hogy megfelelő közvetlen tűztámogatást nyújtsanak a gyalogság részére. A probléma orvoslása érdekében a németek több átmeneti megoldásnak szánt típust is kifejlesztettek. Ilyen típus volt a 10,5 cm-es tarackkal felfegyverzett Sturmhaubitze 42 (Sd.Kfz. 142/2) vagy a 15 cm-es löveggel felszerelt StuIG 33.
A gyalogság tűzerejének növelése érdekében 1942. elején felkérték a berlini Alkett céget egy új Sturmpanzer („roham-páncélos”) terveinek kidolgozására. A tervek 1942 őszére el is készültek és október 14-én be is mutatták Hitlernek, aki elrendelte az első, 60 járműből álló széria legyártását, még 1943 tavasza előtt. Az új jármű főfegyverzetéül a 15 cm-es StuH 43-as (L/12) tarackot, míg hordozójául a jól bevált Pz.Kpfw. IV-es alvázat választották. A StuH 43-as egyébként nem volt más, mint a szabvány sIG 33-as nehéz gyalogsági tarack átalakított változata. Hitler elrendelte, hogy hozzák létre a jármű 21 cm-es tarackkal felfegyverzett változatát, de ez nem valósult meg, mivel a Pz.Kpfw. IV alváz erre már teljesen alkalmatlan volt.
1943 februárjában a Škoda cég elkészítette a Sturmpanzer IV fa-prototípusát a kezdetleges vizsgálatok elvégzésének céljából. Az új jármű a Sturmgeschütz IV mit 15 cm StuH 43 hivatalos elnevezést, és az Sd.Kfz. 166-os típus-sorszámot kapta.
Az első 6 jármű 1943 márciusában készült el, amit újabb 40 követett áprilisban. A megrendelt 60 példányból még hátralévő 14 jármű 1943 májusában készült el. A 60 Sturmpanzer IV építéséhez 52 darab gyári-új Ausf. G alvázat, és 8 darab használt, a frontról javításra visszaküldött Ausf. E alvázat használtak fel. A csapatpróbák sikeres elvégzését követően Hitler elrendelte a jármű sorozatgyártásának megkezdését. A sorozatban gyártott példányokhoz elsősorban használt Pz.Kpfw. IV alvázakat alkalmaztak. 1943. május 14-én a poroszországi Arys (ma Orzysz, Lengyelország) közelében található kísérleti telepen hivatalosan is bemutatták az új roham-páncélost – a Sturmpanzer IV-est – a náci párt és a Wehrmacht felső vezetésének.

## Alkalmazás
Az első szériás Sturmpanzer IV-esekből 1943 áprilisában szervezték meg az első önálló zászlóaljat, a 216. Sturmpanzerabteilungot. Az egységet – a franciaországi kiképzést követően – 1943. június 10-én a keleti frontra irányították, ahol is a Középső Hadseregcsoport részeként részt vett a kurszki csatában. A 216. Stu.Pz.Abt. magas veszteségei ellenére kiváló teljesítményt nyújtott, ezért a 656. s.Panzerjäger Regiment (ahová az egységet beosztották) parancsnokát, Jungenfeld ezredest Lovagkereszttel tüntették ki. A 216. Stu.Pz.Abt. egészen 1943 decemberéig a keleti fronton harcolt, amikor is visszarendelték az egységet Németországba feltöltés és átszervezés céljából. Miután az egységet feltöltötték, 1944 februárjában az itáliai Anzio térségébe irányították, hogy részt vegyen a szövetségesek megfékezését célzó hadműveletekben. A 216. Stu.Pz.Abt. 1945 áprilisáig Olaszországban harcolt. Április végén a Garda-tó térségében az egység katonái megsemmisítették utolsó harcképtelenné vált járműveiket is és május 2-án a többi itáliai német erőhöz hasonlóan letették a fegyvert.
A 217. Stu.Pz.Abt. 1944 áprilisa és júniusa között alakult Grafenwohr közelében. Júniusban, amint az egység elérte a hadrafoghatóság szintjét, átvezényelték Normandiába, hogy részt vegyen a szövetséges invázió visszaszorításában. 1944 augusztusában az egység nagy része felmorzsolódott a falaise-i katlanban; megmaradt részeit pedig visszavonták Hollandiába, Aachen védelmére. Decemberben a 217. Stu.Pz.Abt. részt vett az ardenneki offenzívában. A hadművelet bukása után az egység – a Wehrmacht többi egységével egyetemben – folytatta visszavonulását a Reich területére, ahol is 1945 áprilisában megadta magát.
1944 augusztusában két önálló századot hoztak létre: a Sturmpanzer-kompanie z.b.V. 218-at és a Sturmpanzer-kompanie z.b.V. 2/218-at. Mindkét század 10-10 darab Brummbärrel rendelkezett.
A Sturmpanzer-kompanie z.b.V. 218-at augusztus 13-án Lengyelországba vezényelték, hogy ott nagyobb testvérével, a Sturmtigerrel együtt részt vegyen a varsói felkelés leverésében. Mindenesetre meg kell hagyni, hogy erre a feladatra mind a Brummbär, mind a Sturmtiger kiválóan megfelelt. A felkelés szétzúzását követően az egység Lengyelországban maradt egészen a háború végéig. 1945 januárjában beolvasztották az akkor alakuló 218. Stu.Pz.Abt.-ba. Az egység azonban 1945 tavaszára gyakorlatilag teljesen megsemmisült.
A másik önálló századot, a Sturmpanzer-kompanie z.b.V. 2/218-at 1944 augusztusában Párizs környékére irányították, több információ nem áll rendelkezésre további sorsáról. Valószínűleg felőrlődött a Nyugaton folyó védelmi harcokban.
A 218. Stu.Pz.Abt.-ot 1945 januárjában kezdték el szervezni és márciusra vált harcrakésszé 43 Brummbärrel. Áprilisban az egész egységet páncélvadász alakulattá szervezték át.
1944 szeptemberében, Dollersheimben szervezték meg a 219. Stu.Pz.Abt.-ot. Decemberben az egész alakulatot a Velencei-tó térségébe helyezték át. Januárban (1945) a 23. páncéloshadosztály részeként harcolt a Budapest környéki csatákban. Márciusban – miután elvesztette minden járművét – a Cseh-morva protektorátus területére vonták vissza, ahol újra felfegyverezték 10 Brummbärrel és más zsákmányolt szovjet fegyverekkel. Áprilisra azonban ismét elvesztette minden felszerelését és beolvasztották a Panzer-Jagd-Brigade „Trumpa”-ba.
Mindent egybevetve a Sturmpanzer IV Brummbär hatékony fegyvernek bizonyult – ez különösen a késői szériákra volt igaz, de a többi kiváló német harcjárműhöz hasonlóan erre is igaznak bizonyult a következő megállapítás: túl kevés és túl későn.

## Túlélő járművek
Négy Sturmpanzer IV rohamlöveg maradt meg napjainkban:
- Musée des Blindés, Saumur, Franciaország
- Deutsches Panzermuseum, Munster, Németország
- Kubinka Harckocsi Múzeum, Moszkva közelében, Oroszország
- Fort Sill Field Artillery Museum, Fort Sill, Amerikai Egyesült Államok

### Típusváltozatok
- Befehlsturmpanzer IV – a Brummbär parancsnoki változata, az ehhez szükséges rádiókkal felszerelve
- Jagdpanzer IV – a Krupp cég a Brummbärt 8,8 cm-es PaK 43-assal kívánta felszerelni, ebből csak egy prototípus készült

## Fordítás
- Ez a szócikk részben vagy egészben  a   Brummbär című angol Wikipédia-szócikk fordításán alapul.  Az eredeti cikk szerkesztőit annak laptörténete sorolja fel. Ez a jelzés csupán a megfogalmazás eredetét és a szerzői jogokat jelzi, nem szolgál a cikkben szereplő információk forrásmegjelöléseként.